# Adenia epigea
Adenia epigea är en passionsblomsväxtart som beskrevs av Joseph Marie Henry Alfred Perrier de la Bâthie. Adenia epigea ingår i släktet Adenia och familjen passionsblomsväxter. Inga underarter finns listade i Catalogue of Life.